# Dante Bertolini
Dante Bertolini (Maroggia, 2 gennaio 1911 – Locarno, 1998) è stato un politico, esperantista, poeta e docente svizzero-italiano, originario di Locarno, nel Canton Ticino.

## Biografia
Pubblicò due raccolte antologiche di poesie originali in lingua esperanto tradotte in italiano. La prima, "El la nova ĝardeno - Dal nuovo giardino", fu data alle stampe a Locarno nel 1979; si trattava di un'antologia bilingue di poesie originali in lingua esperanto di dieci autori diversi. La seconda, "In quest'era omicida - En ĉi murdepoko", fu pubblicata a Locarno nel 1987, e conteneva anche alcuni brevi saggi critici.
Tramite le due opere Bertolini mirava a diffondere presso il pubblico italofono la consapevolezza circa la validità della letteratura originale in esperanto.